# Campionati mondiali di nuoto in vasca corta 2010 - 50 metri dorso femminili
Le qualifiche per le semifinali si sono svolte la mattina del 18 dicembre 2010, mentre le semifinali si sono svolte la sera dello stesso giorno. La finale si è svolta la sera del 19 dicembre 2010.

## Medagliere
| Posizione | Atleta                 | Paese     |
| --------- | ---------------------- | --------- |
| Oro       | Jing Zhao              | Cina      |
| Argento   | Rachel Goh             | Australia |
| Bronzo    | Mercedes Peris Minguet | Spagna    |

## Record
Prima della manifestazione il record del mondo (RM) e il record dei campionati (RC) erano i seguenti:
| Record mondiale       | 25.70 | Sanja Jovanović Croazia | 12 dicembre 2009 Istanbul, Turchia     |
| Record dei campionati | 26.37 | Sanja Jovanović Croazia | 13 aprile 2008 Manchester, Regno Unito |

Durante la competizione sono stati migliorati i seguenti record:
| Data             | Evento        | Atleta    | Nazione | Tempo | Record                |
| ---------------- | ------------- | --------- | ------- | ----- | --------------------- |
| 18 dicembre 2010 | 1ª semifinale | Jing Zhao | Cina    | 26.37 | =                     |
| 19 dicembre 2010 | Finale        | Jing Zhao | Cina    | 26.27 | Record dei campionati |

## Risultati batterie
| Pos. | Batteria | Corsia | Atleta                          | Nazionalità                   | Tempo       | Note        |
| ---- | -------- | ------ | ------------------------------- | ----------------------------- | ----------- | ----------- |
| 1    | 9        | 2      | Rachel Goh                      | Australia                     | 26.73       |             |
| 2    | 1        | 3      | Jing Zhao                       | Cina                          | 26.99       |             |
| 2    | 10       | 3      | Mercedes Peris Minguet          | Spagna                        | 26.99       |             |
| 4    | 9        | 4      | Aljaksandra Herasimenja         | Bielorussia                   | 27.02       |             |
| 5    | 10       | 5      | Anastasia Zueva                 | Russia                        | 27.12       |             |
| 6    | 10       | 4      | Chang Gao                       | Cina                          | 27.26       |             |
| 7    | 9        | 5      | Aleksandra Urbańczyk            | Polonia                       | 27.27       |             |
| 8    | 8        | 6      | Elena Gemo                      | Italia                        | 27.39       |             |
| 8    | 8        | 1      | Van Wyk Chanelle                | Sudafrica                     | 27.39       |             |
| 10   | 8        | 5      | Marieke Guehrer                 | Australia                     | 27.45       |             |
| 10   | 9        | 6      | Miyuki Takemura                 | Giappone                      | 27.45       |             |
| 12   | 7        | 3      | Missy Franklin                  | Stati Uniti                   | 27.48       |             |
| 13   | 9        | 3      | Simona Baumrtova                | Rep. Ceca                     | 27.50       |             |
| 14   | 10       | 2      | Laura Letrari                   | Italia                        | 27.55       |             |
| 15   | 8        | 2      | Fabiola Molina                  | Brasile                       | 27.62       |             |
| 16   | 10       | 1      | Fabienne Nadarajah              | Austria                       | 27.73       |             |
| 17   | 10       | 6      | Etiene Medeiros                 | Brasile                       | 27.78       |             |
| 18   | 7        | 2      | Sinead Russell                  | Canada                        | 27.90       |             |
| 19   | 7        | 6      | González Ramírez María Fernanda | Messico                       | 27.96       |             |
| 20   | 9        | 8      | Drakou Theodora                 | Grecia                        | 27.98       |             |
| 21   | 8        | 3      | Sanja Jovanović                 | Croazia                       | 28.03       |             |
| 22   | 9        | 7      | Kseniya Moskvina                | Russia                        | 28.09       |             |
| 23   | 7        | 1      | Michelle Coleman                | Svezia                        | 28.27       |             |
| 24   | 10       | 7      | Katharina Stiberg               | Norvegia                      | 28.31       |             |
| 25   | 8        | 8      | Ekaterina Avramova              | Bulgaria                      | 28.33       |             |
| 26   | 6        | 4      | Alana Kathryn Dillette          | Bahamas                       | 28.36       |             |
| 27   | 5        | 6      | Madison White                   | Stati Uniti                   | 28.47       |             |
| 28   | 7        | 8      | Hazal Sarikaya                  | Turchia                       | 28.57       |             |
| 29   | 7        | 4      | Katarina Milly                  | Slovacchia                    | 28.60       |             |
| 30   | 10       | 8      | Cecilia Bertoncello             | Argentina                     | 28.61       |             |
| 31   | 6        | 1      | Yulduz Kuchkarova               | Uzbekistan                    | 28.68       |             |
| 32   | 6        | 2      | Jeserik Pinto                   | Venezuela                     | 28.84       |             |
| 33   | 6        | 8      | Sarah Rolko                     | Lussemburgo                   | 28.89       |             |
| 34   | 6        | 6      | Ting Chen                       | Taipei cinese                 | 29.01       |             |
| 34   | 9        | 1      | Alexianne Castel                | Francia                       | 29.01       |             |
| 36   | 6        | 5      | Isabella Arcila                 | Colombia                      | 29.03       |             |
| 37   | 8        | 7      | Pernille Jessing Larsen         | Danimarca                     | 29.16       |             |
| 38   | 6        | 3      | Kätlin Sepp                     | Estonia                       | 29.19       |             |
| 39   | 5        | 4      | Massie Milagros Carrillo        | Perù                          | 29.48       |             |
| 40   | 6        | 7      | Carmen Cianci                   | Colombia                      | 29.62       |             |
| 41   | 7        | 7      | Gizem Cam                       | Turchia                       | 29.67       |             |
| 42   | 5        | 2      | Mónica Ramírez                  | Andorra                       | 30.08       |             |
| 43   | 5        | 3      | Farida Osman                    | Egitto                        | 30.49       |             |
| 44   | 5        | 1      | Nicola Muscat                   | Malta                         | 30.56       |             |
| 45   | 4        | 3      | Lara Butler                     | Isole Cayman                  | 30.59       |             |
| 46   | 4        | 4      | Sara Hyajna                     | Giordania                     | 30.74       |             |
| 47   | 5        | 8      | Silvie Ketelaars                | Antille Olandesi              | 30.92       |             |
| 48   | 5        | 7      | Erica Man Wai Vong              | Macao                         | 30.98       |             |
| 49   | 4        | 5      | Iulia Olari                     | Moldavia                      | 31.31       |             |
| 50   | 4        | 7      | Karen Torrez                    | Bolivia                       | 31.44       |             |
| 51   | 3        | 3      | Jade Howard                     | Zambia                        | 31.48       |             |
| 52   | 4        | 2      | Dalia Torrez                    | Nicaragua                     | 31.82       |             |
| 53   | 4        | 1      | Sylvia Brunlehner               | Kenya                         | 32.01       |             |
| 54   | 4        | 6      | Karen Vilorio                   | Honduras                      | 32.14       |             |
| 55   | 4        | 8      | Rachel Fortunato                | Gibilterra                    | 32.43       |             |
| 56   | 3        | 4      | Talisa Lanoe                    | Kenya                         | 32.63       |             |
| 57   | 3        | 7      | Kiran Khan                      | Pakistan                      | 32.72       |             |
| 58   | 3        | 6      | Estellah Fils Rabetsara         | Madagascar                    | 32.76       |             |
| 59   | 1        | 4      | Cheyenne Rova                   | Figi                          | 32.97       |             |
| 60   | 3        | 5      | Wai Sam Lou                     | Macao                         | 32.99       |             |
| 61   | 2        | 7      | Debra Daniel                    | Micronesia                    | 33.94       |             |
| 62   | 3        | 1      | Mariam Foum                     | Tanzania                      | 35.40       |             |
| 63   | 2        | 4      | Mahnoor Maqsood                 | Pakistan                      | 35.72       |             |
| 64   | 2        | 5      | Osisang Chilton                 | Palau                         | 35.85       |             |
| 65   | 3        | 8      | Ann-Marie Hepler                | Isole Marshall                | 36.04       |             |
| 66   | 2        | 6      | Keanna Villagomez               | Isole Marianne Settentrionali | 36.72       |             |
| 67   | 3        | 2      | Britany Van Lange               | Guyana                        | 36.91       |             |
| 68   | 1        | 5      | Ophelia Swyne                   | Ghana                         | 36.99       |             |
| 69   | 2        | 3      | Shaila Rana                     | Nepal                         | 37.43       |             |
| 70   | 2        | 2      | Gebremedhin Yanet Seyoum        | Etiopia                       | 37.77       |             |
|      | 5        | 5      | Sharon Van Rouwendaal           | Paesi Bassi                   | Non partita | Non partita |
|      | 7        | 5      | Genevieve Saumur                | Canada                        | Non partita | Non partita |
|      | 8        | 4      | Hinkelien Schreuder             | Paesi Bassi                   | Non partita | Non partita |

## Semifinali
| Pos. | Batteria | Corsia | Atleta                  | Nazionalità | Tempo | Note |
| ---- | -------- | ------ | ----------------------- | ----------- | ----- | ---- |
| 1    | 1        | 4      | Jing Zhao               | Cina        | 26.37 | =    |
| 2    | 2        | 4      | Rachel Goh              | Australia   | 26.68 |      |
| 3    | 1        | 5      | Aljaksandra Herasimenja | Bielorussia | 26.77 |      |
| 4    | 2        | 5      | Mercedes Peris Minguet  | Spagna      | 26.92 |      |
| 5    | 2        | 3      | Anastasia Zueva         | Russia      | 27.09 |      |
| 6    | 2        | 7      | Miyuki Takemura         | Giappone    | 27.10 |      |
| 7    | 1        | 3      | Chang Gao               | Cina        | 27.11 |      |
| 8    | 2        | 8      | Fabiola Molina          | Brasile     | 27.13 |      |
| 9    | 1        | 2      | Marieke Guehrer         | Australia   | 27.17 |      |
| 10   | 1        | 6      | Elena Gemo              | Italia      | 27.19 |      |
| 11   | 2        | 2      | Van Wyk Chanelle        | Sudafrica   | 27.27 |      |
| 12   | 2        | 1      | Simona Baumrtova        | Rep. Ceca   | 27.33 |      |
| 13   | 1        | 8      | Fabienne Nadarajah      | Austria     | 27.48 |      |
| 14   | 1        | 7      | Missy Franklin          | Stati Uniti | 27.49 |      |
| 15   | 1        | 1      | Laura Letrari           | Italia      | 27.54 |      |
| 16   | 2        | 6      | Aleksandra Urbańczyk    | Polonia     | 27.65 |      |

## Finale
| Pos. | Corsia | Atleta                  | Nazionalità | Tempo | Note                  |
| ---- | ------ | ----------------------- | ----------- | ----- | --------------------- |
|      | 4      | Jing Zhao               | Cina        | 26.27 | Record dei campionati |
|      | 5      | Rachel Goh              | Australia   | 26.54 |                       |
|      | 6      | Mercedes Peris Minguet  | Spagna      | 26.80 |                       |
| 4    | 7      | Miyuki Takemura         | Giappone    | 26.91 |                       |
| 5    | 1      | Chang Gao               | Cina        | 27.00 |                       |
| 6    | 2      | Anastasia Zueva         | Russia      | 27.01 |                       |
| 7    | 3      | Aljaksandra Herasimenja | Bielorussia | 27.02 |                       |
| 8    | 8      | Fabiola Molina          | Brasile     | 27.67 |                       |